# Samuele Riva
Samuele Riva (Milano, 24 luglio 1981) è un modello italiano.

## Biografia
Inizia la carriera di modello quando poco più che diciassettenne viene scoperto in una discoteca di Milano, dove lavorava. All'età di diciannove anni ottiene la fama internazionale, dopo aver sostituito David Fumero, come volto principale della campagna pubblicitaria di Le Mâle di Jean-Paul Gaultier, che lo vedeva nei panni di un sensuale marinaio d'altri tempi.
Da quel momento la sua carriera subisce una svolta, diventando uno dei modelli più richiesti del mondo della moda.
Lavora per le più importanti e note firme, come Armani Jeans, Custo Barcelona, Gianfranco Ferré, Moschino, Versace Classic, Carlo Pignatelli, Rocco Barocco e Jean Paul Gaultier, inoltre appare sulle copertine e in servizi fotografici per testate come L'Uomo Vogue, GQ, Arena Homme + e molte altre.
Nel 2001, dopo aver terminato gli studi ed aver conseguito il diploma, viene eletto modello dell'anno. Continua la sua carriera come testimonial per Giorgio Armani e Versace.
Nella pubblicità è stato protagonista di uno spot per la fragranza di Christian Dior l'Eau sauvage, sempre per la stessa maison appare al fianco di Monica Bellucci nello spot televisivo per il rossetto Rouge Dior. Appare nello spot della Volkswagen Touran con ParkAssist.
Legato profondamente alla sua città natale, è da sempre un tifoso del Milan. Ultimamente ha portato la sua esperienza nel mondo della moda come consulente per il programma televisivo Modeland, in onda su All Music.

## Agenzie
- Urban Management
- Mega Model Agency